# Oliver Hartmann

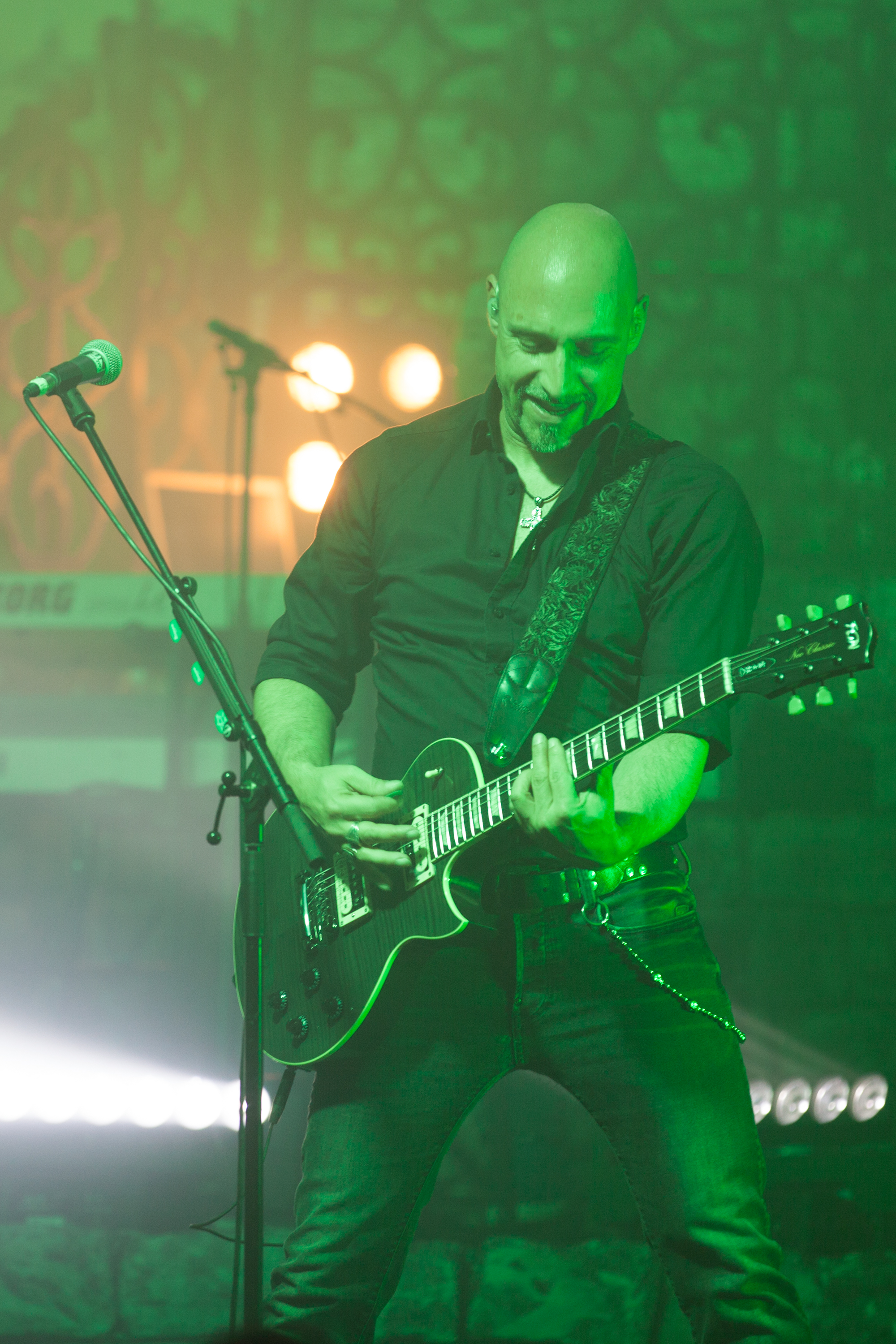
Oliver Hartmann, 2016

Oliver Hartmann (* 28. Juni 1970 in Rüsselsheim) ist ein deutscher Songwriter, Sänger, Produzent und Gitarrist. Er war Sänger der Power-Metal-Band At Vance und arbeitete in internationalen Rock- und Metalproduktionen mit u. a. Edguy und Rhapsody of Fire. Er war Mitglied der Avantasia-Live-Band sowie Kopf der Band Hartmann.

## Leben

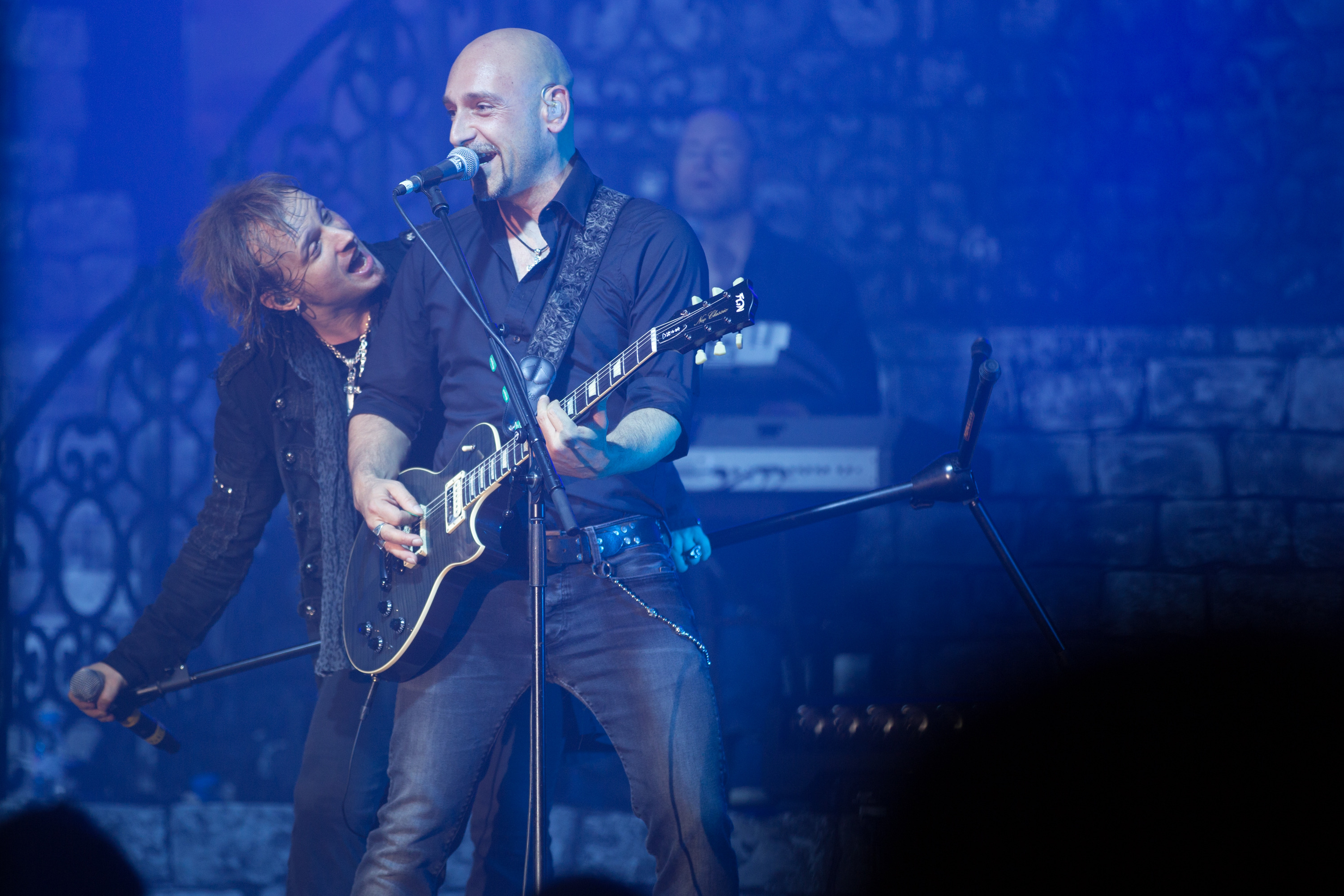
Oliver Hartmann mit Tobias Sammet von Avantasia

Im Alter von zehn Jahren begann Hartmann, Gitarrenunterricht zu nehmen und gründete mit 13 Jahren erste Bands wie Heat als Gewinner des Rockpreises 1989. Seit dem 18. Lebensjahr konzentrierte er sich zunehmend auf den Gesang und sammelte als Gitarrist und Leadsänger bei Coverbands mit über 100 Auftritten pro Jahr und CD-Produktionen Studio- und Bühnenerfahrung.
1997 gründete er die Band Centers, aus der 1999 die Power-Metal-Band At Vance hervorging und ihm zu internationalem Erfolg verhalf. Die Gruppe veröffentlichte vier Alben mit ihm als Sänger, bis er 2003 zur italienischen Band Empty Tremor wechselte. Dort nahm er das Album The Alien Inside auf.
Nach einem Jahr verließ er auch diese Gruppe und gründete die Band Hartmann, mit der er 2005 das Album Out in the Cold veröffentlichte. Mit der Gruppe entfernte er sich vom Metal, musikalisch ist der Tonträger eher dem Melodic Rock und dem AOR zuzuordnen. Die Band spielte 2006 als Vorgruppe von Toto auf einigen Konzerten ihrer Europa-Tournee. Es folgten bis 2023 neun weitere Alben der Gruppe.
Seine Stimme ist auf internationalen Produktionen zu hören, wie z. B. Avantasia, Genius und Aina als Chorstimme für Hammerfall, Helloween, Edguy und Iron Mask. Vor allem in den für Power Metal bedeutenden Backing Vocals ist Hartmann tätig. Er ging von 2012 bis 2015 als Gitarrist und Sänger von Rock Meets Classic mit u. a. Ian Gillan, Steve Lukather und Robin Beck auf Europa-Tournee.
Hartmann ist seit 2024 Sänger und Gitarrist der Pink-Floyd-Tribute Band Pulse, nachdem er nach über 20 Jahren die Band Echoes verlassen hatte. Außerdem war er viele Jahre lang Gitarrist und Background-Sänger der Avantasia-Live-Band. Hartmann ist Endorser von Knaggs Guitars (eigenes Signature-Modell) und Mesa/Boogie und BluGuitar. Tobias Sammet gab im Oktober 2023 bekannt, dass Hartmann im nächsten Jahr kein Teil der Liveband mehr sein wird.